# Eupithecia scabiosata
Eupithecia scabiosata là một loài bướm đêm trong họ Geometridae.